# 가쓰라기노 소쓰히코
가쓰라기노 소쓰히코(일본어: 葛城 襲津彦, 4세기 ~ 5세기)는 《일본서기》에 언급되는 고대 일본의 인물이다. 타케우치노 스쿠네의 아들로, 그 자신은 가쓰라기씨의 시조가 된다. 천황가의 외척으로 제17대 리추 천황, 제18대 한제이 천황, 제19대 인교 천황의 외조부다.

## 출전
《일본서기》에는 진구 황후, 제15대 오진 천황, 제16대 닌토쿠 천황의 3대에 걸쳐 카츠라기노 소츠히코의 행적이 기록되어 있다.
- 진구 5년(서기 205년) 음력 3월 7일
신라 왕이 보낸 인질 미질한기가 일시 귀국하고자 하여 진구 황후가 소츠히코를 감시역으로 붙여 미질한기를 보냈는데, 대마도에서 신라 왕의 사자 모마리질지에게 속은 소츠히코가 미질한기를 놓쳐 미질한기는 신라로 도망가 버린다. 이에 소츠히코는 분노하여 신라의 사자를 죽이고 도비진(蹈鞴津)에 진을 치고 초라성(草羅城)을 함락시킨 뒤 포로를 끌고 왔다. 이 포로들이 구와바라(桑原)・사비란(佐糜)・코미야(高宮)・닌카이(忍海) 4개 읍의 한인들의 시조가 되었다.
- 진구 62년(서기 262년)
신라가 조공을 바치지 않아 소츠히코가 신라 토벌군으로 파견되었다. 이어 백제삼서 중 하나인 《백제기》를 인용한 내용에 따르면, 임오년에(서기 382년) 소츠히코가 신라의 미인계에 넘어가 신라가 아닌 가야를 공격했다. 가야 왕 기본한기가 백제로 도망친 뒤 천황에게 직소하니 천황은 노하여 목라근자를 보내 소츠히코를 공격하게 했다.[2] 소츠히코는 천황이 노한 것을 알고 비밀리에 귀국해 잠적했다. ‘일설에 따르면’, 소츠히코의 여동생이 황궁을 섬기고 있었기에 여동생을 통해 천황의 분노가 풀렸는지 여부를 알아보았지만 화가 풀릴 기미가 없다고 하자 석굴에 들어가 자살했다.[3]
- 오진 14년(서기 283년)
백제에서 궁월군이 와 천황을 배알하여, 백제 백성을 데리고 일본으로 건너와 귀화하고 싶지만 신라가 방해를 해 바다를 건널 수 없다고 고했다. 천황이 궁월군의 백성들을 맞아오기 위해 소츠히코에게 군사를 맡겨 보냈지만 소츠히코는 3년이 지나도록 돌아오지 않았다.
- 오진 16년(서기 285년) 음력 8월
천황은 소츠히코의 연락두절이 신라의 탓이라고 여기고 헤구리노 쓰구와 이쿠하노 도다에게 정예병력을 보내 신라로 파견했다. 신라 왕은 아연실색하여 복종하고 궁월군이 백성을 이끌고 일본으로 귀화해 왔다.
- 닌토쿠 41년(서기 353년) 음력 3월
천황이 백제에 기노 쓰노를 파견했는데, 백제 왕족 주군(酒君)이 무례를 범하여 기노 쓰노가 질책했다. 백제 왕은 주군을 쇠사를로 묶어 소츠히코 편에 일본에 보냈다.

《고사기》에서는 갈성장강회증도비고(葛城長江曾都毘古), 갈성지증도비고(葛城之曾都毘古)라는 다른 이름표기만 언급될 뿐, 특정 사건에 등장하지는 않는다.
《만엽집》 제11권 2639번 시에 언급된다. “카츠라기노 소츠히코가 사용한 신목(新木) 강궁처럼 나를 당신이 아내로 의지하므로 내 이름을 말할 수 있다”는 내용인데, 고대 일본 관습에서 연인의 이름은 두 사람의 관계가 공식적으로 인정받기 전에는 서로 발설하지 않는 것이었으므로 이름을 비로소 말할 수 있게 된, 즉 남자와 확실하게 맺어진 여자가 그 사실을 자랑스럽게 이야기하는 내용으로 풀이된다.

## 해석
《일본서기》를 곧이곧대로 받아들이면 한 사람이 거의 150년에 이르는 기간동안 활동한 비현실적인 내용이 되지만, 다른 나라의 사료와 교차검증하고 이주갑인상에 따라 연대를 보정함으로써 실재성을 어느 정도 파악할 수 있다.
첫 번째 기록은 박제상의 미사흔 탈출 이야기인데, 이 사건은 삼국사기에서는 서기 418년이고 삼국유사에서는 서기 425년으로 한국 쪽 사료에 따르면 5세기에 일어난 일이다.
두 번째 기록은 이주갑인상에 따라 2갑자 내리면 서기 382년이 된다. 세 번째와 네 번째의 오진 시기 기록도 2갑자 내리면 서기 403년-서기 405년이 된다.
닌토쿠 천황은 중국 사료의 왜5왕으로 그 실재가 인정되는데, 중국 쪽 기록에는 460년-462년 사이에 닌토쿠에서 한제이로 또는 리추에서 닌토쿠로의 왕위 계승이 이루어졌다. 때문에 이것과 대조하여 다섯 번째 기록은 1갑자만 내리면 서기 413년이 된다.
정리하면
- 서기 382년 - 백제를 도와 신라를 공격하는 임무를 맡았으나 신라의 미인계에 넘어가 가야를 공격
- 서기 403년 - 일본으로 이주하고자 하는 백제인들을 호위하기 위해 한반도로 파견되었으나 3년간 연락 두절
- 서기 405년 - 헤구리, 이쿠하가 이끄는 지원병 덕분에 일본으로 귀환
- 서기 418년 또는 425년 - 박제상에게 속아 미사흔을 놓침

으로 대략 4세기 말에서 5세기 초에 걸쳐 활동한 인물로 비정될 수 있다.

## 가계
- 부친: 다케노우치노 스쿠네(武内宿禰)
- 모친: 葛城国造荒田彦女葛比賣
  - 자녀: 葦田宿禰, 玉田宿禰, 이와노히메노미코토(磐之媛 또는 仁徳后), 的戸田宿禰(的（いくは）氏祖), 腰裾宿禰(忍坂氏祖), 熊道宿禰(忍海原氏・朝野氏祖)